# Дом с ангелом

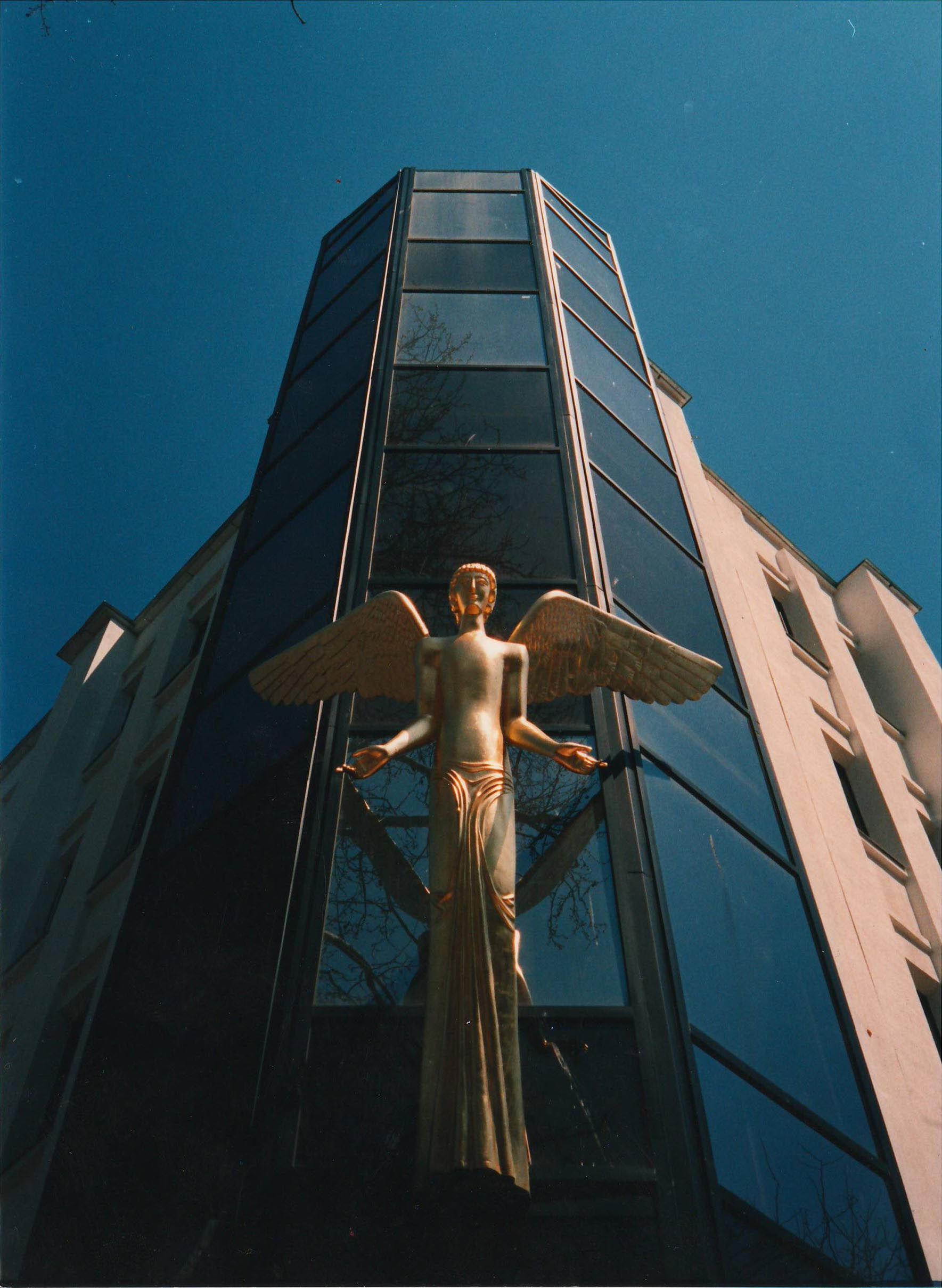

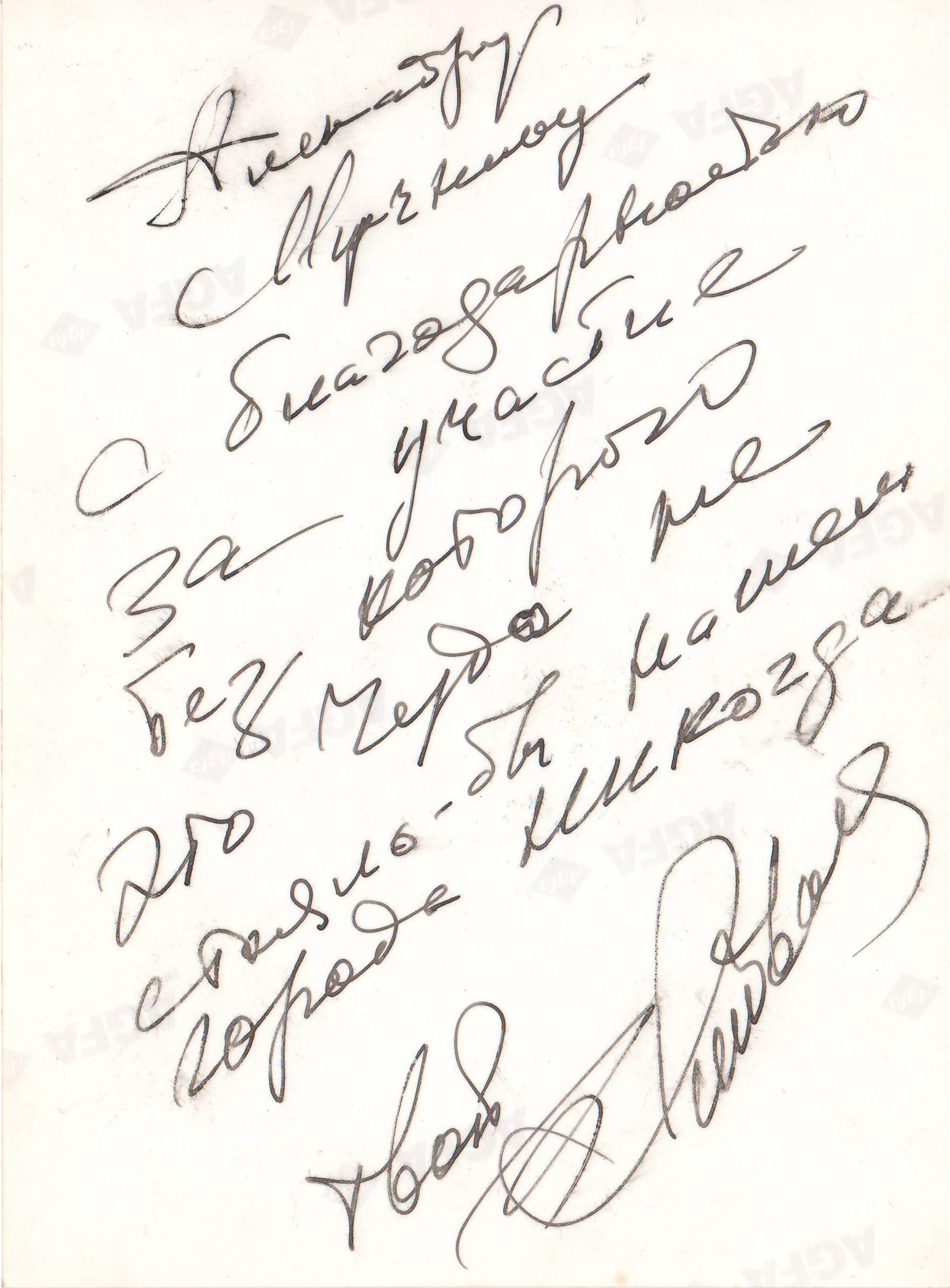
Автограф Бориса Давидовича Литвака

«Дом с ангелом» — детский реабилитационный центр при Одесском областном благотворительном фонде реабилитации детей-инвалидов «Будущее». Расположен по адресу: г. Одесса, улица Пушкинская, 51 (угол улицы Базарной). Основатель Центра и Глава правления фонда до 2014 года — Борис Давидович Литвак.
В Центре осуществляются программы диагностики, лечения и реабилитации детей с органическими поражениями центральной и периферической нервной системы, опорно-двигательного аппарата, а также детей с нарушениями развития.

## История
Толчком к созданию Центра стала личная трагедия, которую пережил Борис Давидович Литвак, на тот момент спортивный директор Детско-юношеской школы олимпийского резерва № 2.

Идея создания Центра принадлежит не мне, а моей покойной дочери. «Папа, — сказала она, — твои тренеры выбирают в свою спортивную школу самых здоровых и готовых к жизни людей. А больные, слабые, а инвалиды? Они ведь остаются за бортом. Каково им?..» Она говорила это, зная, что уходит из жизни.
— Борис Литвак, создатель Центра, президент благотворительного фонда «Будущее»
Литвак воспринял последнюю волю дочери как руководство к действию.
Решение о создании Центра было принято горсоветом Одессы в 1992 году. Городские власти выделили землю под строительство. Затраты на строительство и оборудование «Дома с ангелом» составили 2 миллиона 147 тысяч гривен (это менее 400 тысяч долларов).
Был собран коллектив профессионалов-единомышленников, освоены и внедрены современные методики реабилитации. Меценаты помогли купить диагностическое и физиотерапевтическое оборудование, мебель.
Одесский Центр медицинской, психологической и социальной реабилитации детей с патологией центральной нервной системы и опорно-двигательного аппарата открылся 3 сентября 1996 года. Здание венчает золотой ангел Надежды и Милосердия — работа скульптора Михаила Ревы. Именно благодаря этой скульптуре одесситы называют Центр «Дом с ангелом».
В 2003 году был построен и оборудован компьютерный комплекс, где дети получали навыки работы с компьютером.
3 ноября 2006 года во дворе компьютерного комплекса Центра была установлена скульптурная композиция «Сердце мира» скульптора Михаила Ревы.
В 2021 году, по запросу времени, он был переоборудован в психолого-педагогическое отделение, в котором с детьми проводят учебно-педагогическую работу, коррекцию нарушений интеллектуального развития, психолого-социальную реабилитацию.
В 2009 году при Центре был открыт пансионат на 140 мест, в котором во время курса проживают пациенты и их сопровождающие.
Обеспечение реабилитации детей с особыми потребностями осуществляет Одесский областной благотворительный фонд реабилитации детей-инвалидов «Будущее», основанный Борисом Литваком в 1996 году. Много лет Фонд работал за счёт благотворительной помощи со стороны учреждений, предприятий, отдельных граждан Украины и зарубежных стран. С 2011 года Центр начал работать также благодаря финансовой программе Одесского облсовета и горсовета.
В Детском реабилитационном центре осуществляется реабилитация детей с инвалидностью и с особыми потребностями за деньги государственного бюджета (Постановление КМУ № 309), Одесского областного и городского бюджетов. Центр также предоставляет полный спектр консультационно-диагностических, реабилитационных и психолого-педагогических услуг для всех детей от рождения.
В 2014 году Детскому реабилитационному центру было присвоено имя его основателя — Бориса Литвака.

Мы благодарны всем, кто нам помог, помогает и, надеемся, будет помогать. Всем, для кого милосердие — естественная потребность души. Каждым новым днём своей работы Центр обязан только вам. Именно вы своей искренней и бескорыстной помощью даёте Центру жизнь, а детям — надежду. Пока вы с нами, каждый ребёнок будет ощущать над собой крылья Ангела.
— Борис Литвак

## Известные жертвователи «Дома с ангелом»
- Семён Альтов
- Зиновий Гердт
- Евгений Евтушенко
- Михаил Жванецкий
- Роман Карцев
- Михаил Мишин
- Александр Мучник[укр.]
- Эрнст Неизвестный
- Юрий Рост
- Виктор Шендерович
- Владимир Алеников

и другие известные деятели культуры, искусства, бизнесмены и политики.